# Stolp z zastavo, Hanoj
Stolp z zastavo v Hanoju (vietnamsko Cột cờ Hà Nội) je stolp v Hanoju v Vietnamu, ki je eden od simbolov mesta in nekoč del hanojske citadele, tudi svetovne dediščine. Njegova višina je 33,4 m (41 m z zastavo).

## Zgodovina
Stolp je bil zgrajen leta 1812 v času dinastije Nguyen kot opazovalnica hanojske citadele. Za razliko od mnogih drugih struktur v Hanoju ni bil uničen med francosko invazijo (1896-1897) in se je nenehno uporabljal kot vojaška postaja. Zdaj je del Muzeja vojaške zgodovine Vietnama.

## Arhitektura
Cột cờ je sestavljen iz treh nadstropij in stolpa v obliki piramide s spiralnim stopniščem, ki vodi do vrha v njem. Prva stopnja je široka 42,5 m in visoka 3,1 m; druga - 25 m široka in 3,7 m visoka in tretja - 12,8 m široka in 5,1 m visoka. Drugi nivo ima štiri vrata. Besede Nghênh Húc (»Pozdraviti sončno svetlobo zore«) so vpisane na vzhodnih vratih; besede Hồi Quang (»Odsevati svetlobo«) - na zahodnih vratih in Hướng Minh (»Usmerjeno v sončno svetlobo«) - na južnih vratih. Stolp osvetljuje 36 rožnatih in 6 pahljačastih oken. Na vrhu stolpa je državna zastava Vietnama.